# Baden-Powellweg (Utrecht)
De Baden-Powellweg is een straat in de Nederlandse stad Utrecht. De Baden-Powellweg loopt van de Helling en de Vondelbrug over de Vaartsche Rijn (met daarachter de Vondellaan) naar de Kariboestraat en de Saffierlaan. Zijstraten van de Baden-Powellweg zijn de Briljantlaan, Albatrosstraat (via een spoorwegviaduct, vernieuwd in 2013) en de Laan van Soestbergen die via een fiets en voetgangerstunnel onder het spoor door is te bereiken (deze tunnel is in 2012 vernieuwd). Parallel aan de Baden-Powellweg loopt de Kruisvaart. Daar weer achter loopt de spoorlijn van Arnhem en 's-Hertogenbosch naar Utrecht Centraal en de sneltram (de Uithoflijn) naar de universiteitscampus De Uithof. De Baden-Powellweg is ongeveer 580 meter lang. Vanaf de Briljantlaan en de Albatrosstraat tot aan de Kariboestraat is de Baden-Powellweg enkel fiets en wandelpad. De straat is vernoemd naar de grondlegger van de scouting, Robert Baden-Powell.

## Geschiedenis
De Baden-Powellweg heeft die naam sinds 1963. In dat jaar bestond de Manenborchgroep van de Nederlandse Padvinders, die aan deze weg was gevestigd, 25 jaar.  Ter gelegenheid daarvan werd de straat vernoemd naar Robert Baden-Powell.
De gehele omgeving van de Baden-Powellweg onderging aan het begin van de 21e eeuw een complete verandering door de komst van het nieuwe station Utrecht Vaartsche Rijn en de spoorverdubbeling. Zo is er in 2005 ook het nieuwe politiebureau district Tolsteeg aan de Baden-Powellweg 4 gekomen. Deze zat eerst aan de Tolsteegbrug 1a waaraan nu het Louis Hartlooper Complex zit. En het rioolgemaal aan de Baden-Powellweg moest vanwege de spoorverbreding weg en kwam er een nieuw aan de andere kant van de weg.

## Trivia
- Aan de Baden-Powellweg zat vroeger jarenlang de schooltuin met als doel de schoolkinderen van allerlei scholen vertrouwd te maken met de natuur.[6]
- Zo zat er ook vroeger een hostel voor dakloze vrouwen aan de Baden-Powellweg.[7]

## Fotogalerij

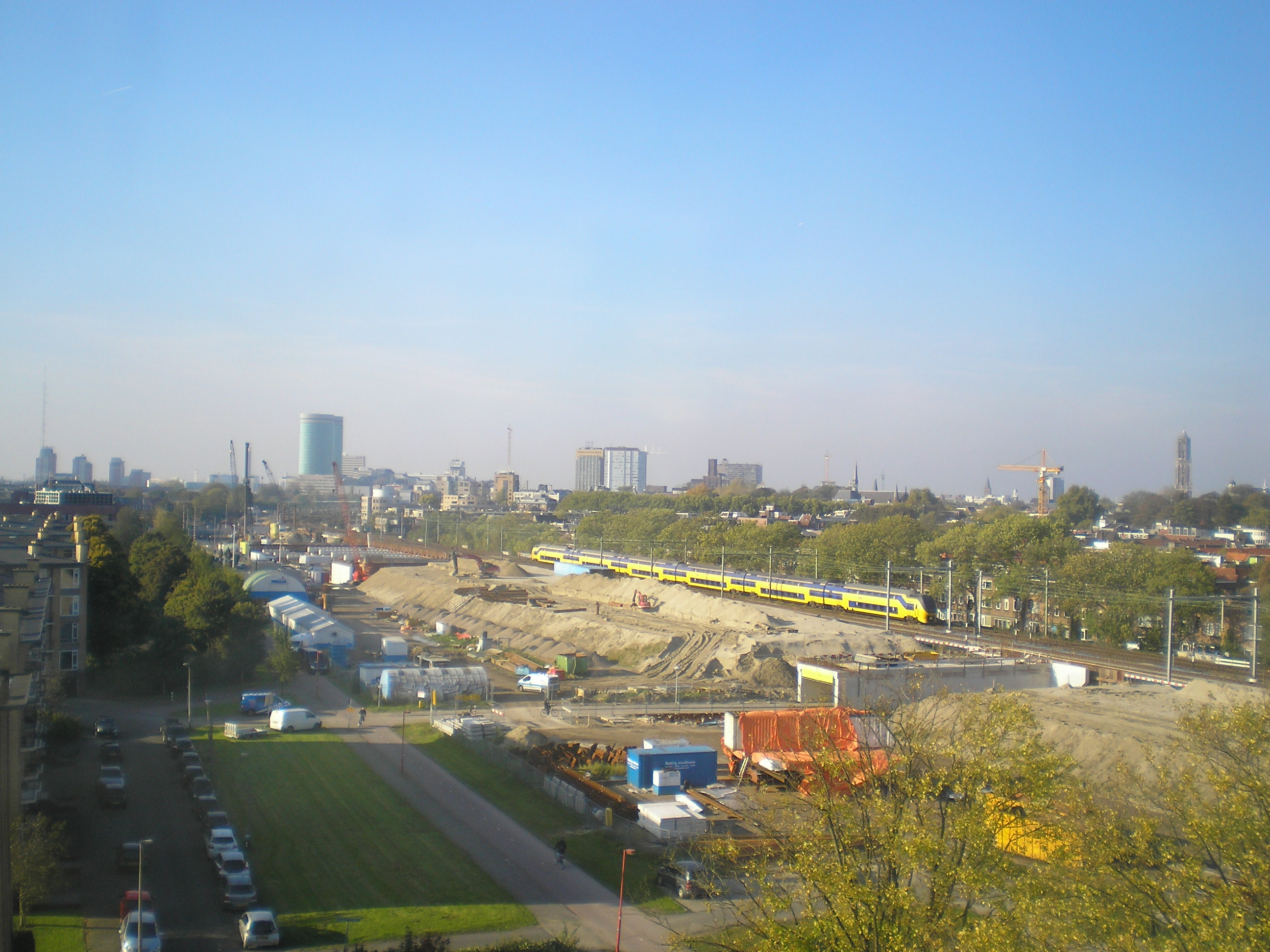
Aanleg station Utrecht Vaartsche Rijn aan de Baden-Powellweg
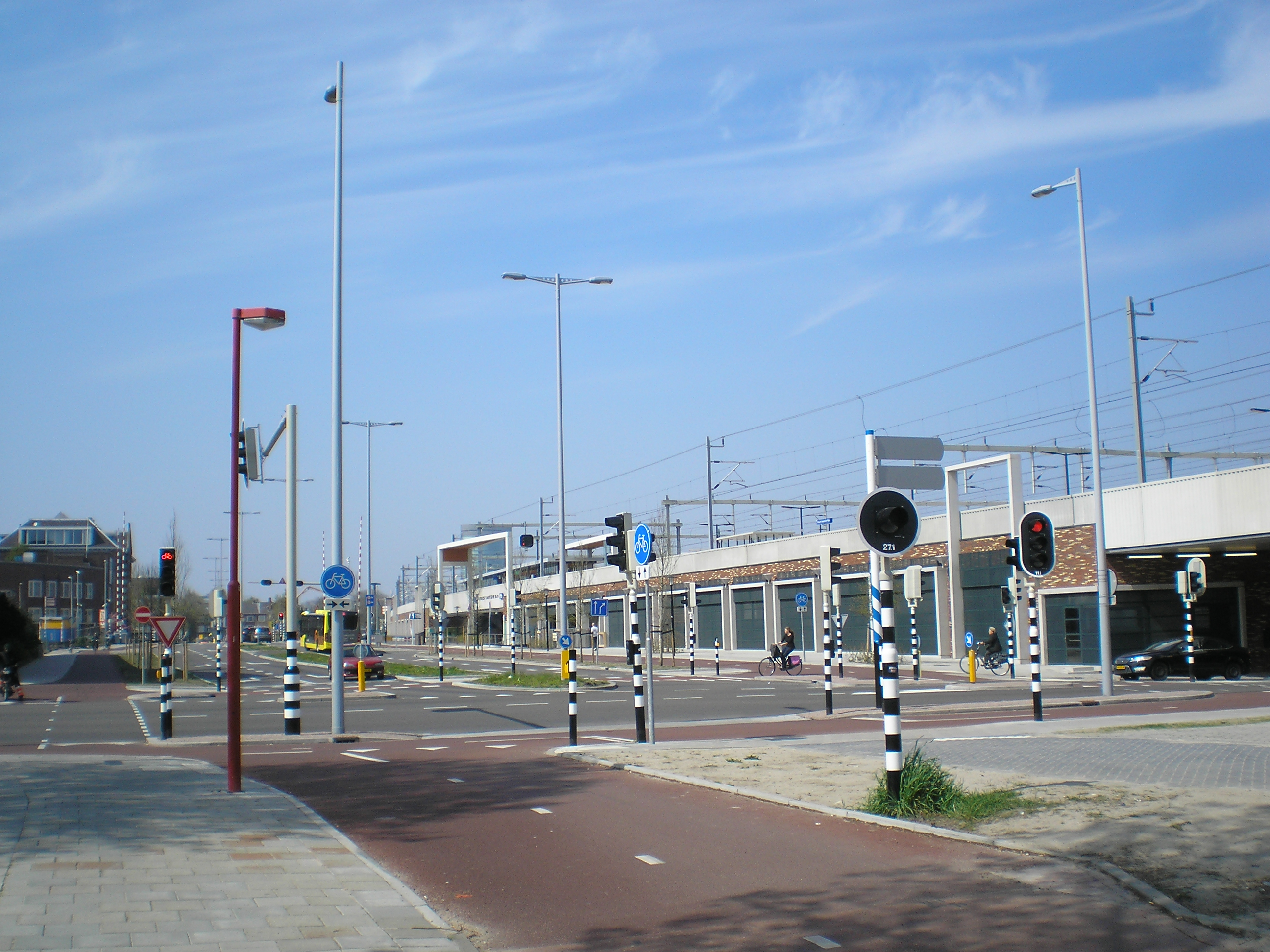
Station Utrecht Vaartsche Rijn aan de Vondellaan en de Baden-Powellweg